# Pégase dans la culture populaire

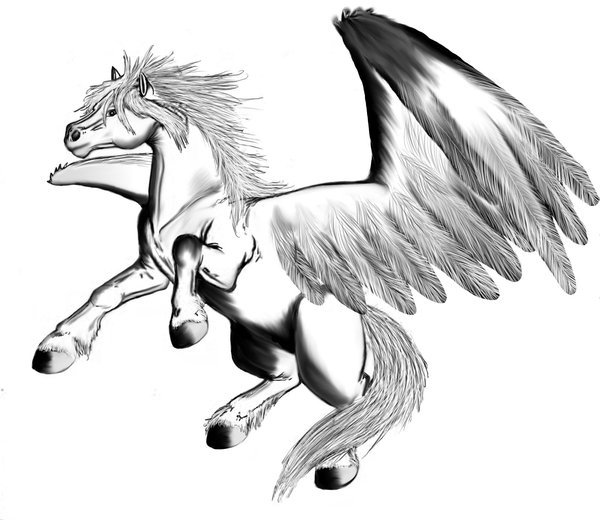
Pégase, le cheval ailé de la mythologie grecque.

Cet article, Pégase dans la culture populaire, liste les références au cheval ailé Pégase de la mythologie grecque, que ce soit par le nom et la symbolique, comme emblème ou un logo, principalement par des entreprises, l'armée, le domaine aéronautique et en numismatique. 
À l'instar d'autres créatures telles que la licorne ou le dragon, Pégase a trouvé sa place dans la littérature de l'imaginaire et les bestiaires de nombreux jeux de rôle et jeux vidéo.

## Entreprises
Pégase est devenu tour à tour blason, emblème, puis logo au cours du temps. Il servit de logo à Jet services et une importante compagnie aérienne turque porte le nom de Pegasus Airlines. Aux États-Unis, il est l'emblème de l'université du centre de la Floride. Il est le logo de TriStar Pictures, du constructeur des camions Pegaso auquel il a donné à la fois le nom et le logo, et des éditions du Reader's Digest jusqu'en 2007. Logo de Mobil avant sa fusion avec Exxon, il est à l'origine d'une effigie géante représentant un cheval ailé rouge qui est devenue propriété de la ville de Dallas. 
La compagnie taïwanaise Asus a tiré son nom de « Pegasus » en retirant les trois premières lettres pour apparaître en tête des annuaires téléphoniques.
Pegasus Mail est le nom d'un programme de courrier électronique.
Pegasus est aussi un logiciel espion s'installant sur les téléphones mobiles avec pour but de collecter des informations et de permettre un accès aux appareils touchés. Il est conçu et commercialisé par l'entreprise israélienne NSO Group, dès 2013, bien que des traces de son existence ne soient découvertes qu'en 2016.

## Forces armées
On retrouve Pégase aussi très souvent dans l'armée, comme insigne des escadrons de chasse, des patrouilles d'hélicoptères, des chasseurs parachutistes de l'armée de terre, et dans l'aviation légère de l'armée de terre,. Il est l'insigne des bataillons parachutistes canadiens (Bleu ciel sur fond bourgogne avec la mention EX QUELIS). « Mission Pégase ou « Mission Pegasus » sont des noms de code fréquents dans le domaine militaire, aéronautique et spatial. 

### Pegasus Bridge
Bellérophon et Pégase furent adoptés comme insigne par les régiments parachutistes du Royaume-Uni, en 1941. L'image symbolisait clairement un guerrier arrivant du ciel et la même tactique fut employée par les soldats. 
L'insigne carré représentait Bellérophon et Pégase en bleu lumineux sur un fond bordeaux. Il fut dessiné par la célèbre romancière anglaise Daphné du Maurier, qui était mariée à un commandant des parachutistes anglais. Plus tard, l'insigne fut repris par la 6e division aéroportée en même temps que leur béret pendant l'été 1942.
Pendant la nuit du 5 au 6 juin 1944, la 6e division aéroportée captura tous les objectifs clés avant l'assaut marin, y compris toutes les côtes et un pont près du canal de Caen, à côté de Ouistreham. En souvenir de leur courage, ce pont est désormais connu sous le nom de Pegasus Bridge.

## Aéronautique
Le Centrair Pégase C101 est un planeur, le Pégase un bateau dont l'emblème est le cheval ailé, et le « Pegasus » un hélicoptère médical américain, directement inspiré du mythe.

## Numismatique et philatélie

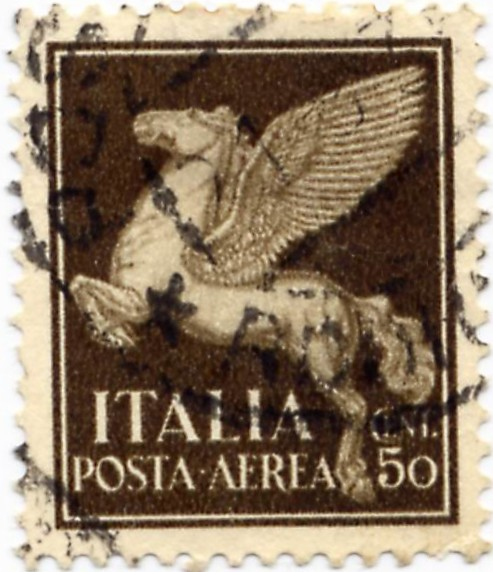
Timbre italien avec Pégase.

En Italie, Pégase est présent sur les billets de banque et les timbres. Pégase figure aussi sur une série de timbres thématiques du Sierra Leone, consacrés aux chevaux de la mythologie.

## Littérature fantastique
Il existe plusieurs prix Pégase liés à la littérature généraliste et au monde du cheval, dont un décerné par l'Académie Pégase.
Comme la plupart des créatures du bestiaire mythologique, Pégase est devenu récurrent dans les littératures de l'imaginaire. La légende grecque originale a, en outre, été reconstituée et adaptée dans plusieurs livres pour enfants. 

### Fantasy
- Bryan Perro a titré le tome 8 des aventures d'Amos Daragon La Cité de Pégase, et décrit une cité aérienne où vivent des hommes-oiseaux pratiquant le culte du légendaire cheval ailé[15].
- Dans la série de romans Tara Duncan de Sophie Audouin-Mamikonian, les montures des guerriers sont des chevaux ailés appelés pégases. L'héroïne a un pégase comme familier, du nom de Galant. La relation entre Tara est Galant est de nature presque amoureuse[16].

### Science-fiction
L'écrivain de science fiction américaine Anne McCaffrey a publié une trilogie nommée Le Vol de Pégase, où la référence au cheval ailé est symbolique.

### Comics
Dans l'univers Marvel de la société Marvel Comics, le Projet Pegasus est un centre de recherche sur les nouvelles énergies. Dans ce même univers, la Valkyrie ou Danielle Moonstar chevauchent des chevaux ailés.

## Cinéma et télévision
Le développement du cinéma et de la télévision a offert un nouveau support pour ce mythe, pas toujours repris de façon cohérente avec les textes mythologiques. Ainsi, sur le petit et le grand écran, Pégase peut avoir différentes couleurs, servir de monture à Hercule et Persée, ou encore vivre en famille.

### Cinéma
Au cinéma, Fantasia, célèbre dessin animé long-métrage de Walt Disney sorti en 1940, présente une famille de chevaux ailés sur fond de mythologie grecque. Pégase apparaît longuement dans cette séquence d'animation musicale sur « La symphonie pastorale ». Il y est représenté de couleur noire, accompagnée par une jument ailée blanche et des nombreux poulains ailés de toutes les couleurs.
On le retrouve dans le film Hercule en 1997, toujours des studios Disney, où il est un cheval ailé idiot à la crinière bleue taillée en brosse, offert par Zeus à son fils Hercule. Il n'y a qu'un rôle de faire-valoir. Aucun mythe grec à propos d'Hercule ne mentionne pourtant qu'il aurait chevauché Pégase, et le film prend de grandes libertés avec le mythe, tant dans la naissance de Pégase (il y est créé par Zeus à partir de trois nuages) que dans son rôle.
Dans la première version du Choc des Titans en 1981, Pégase est capturé par Persée avant qu'il ne voie et tue la gorgone Méduse. Zeus dit ensuite que Pégase est le dernier survivant d'une espèce de chevaux ailés, les autres ayant été exterminés par le fils de Thétis, Calibos. Dans la seconde version de ce film, sortie en 2010, Pégase est de couleur noire et il s'agit du plus beau représentant d'un groupe de chevaux ailés. Il sert à nouveau de monture à Persée. 

### Séries télévisées
- Dans les deux versions de la série télévisée Battlestar Galactica, le Battlestar Pegasus est un vaisseau qui a survécu à la chute des douze Colonies de Kobol, et qui est détruit lors d'une bataille contre les Cylons.
- Dans Star Trek, USS Pegasus NCC-53847 est un vaisseau.
- Dans Stargate Atlantis, Pégase est une galaxie où une race nommée « les anciens » vivait il y a plusieurs millions d'années.
- Dans Johnny English, Pegasus est le nom d'un des personnages principaux

### Séries d'animation
- Dans le manga et la série télévisée d'animation Saint Seiya, Seiya, le chevalier de Pégase, est le personnage principal. Il est lié à la constellation de Pégase et porte l'armure du cheval ailé, qu'il a acquise en Grèce.
- Dans la série animée My Little Pony (My Little Pony: Friendship Is Magic), de nombreux personnages sont des pégases, notamment Rainbow Dash, Fluttershy  et Derpy Hooves.
- Dans Barbie et le cheval magique, un cheval ailé rose nommé Brietta aide la princesse Annika[Note 3].
- Dans la série animée Digimon, Patamon peut se digivolver en Pegasumon[17].
- Dans Sailor Moon, Pégase joue un rôle important comme forme spirituelle d'Hélios et gardien du cristal d'or[18],[19]
- Dans la série manga et animée Yu-Gi-Oh!, le créateur du jeu de carte (et ennemi du personnage principal) se nomme Pegasus J. Crawford ou Maximilien Pegasus.

## Jeux

### Jeux et jouets
- Dans le jeu de cartes à collectionner Magic l'assemblée, les pégases apparaissent sur les cartes : Pégase de Mesa, Pégase cuirassé, Ruée des pégases, Refuge des pégases, Pégase de bataille, Pégase à plaques.
- Dans la série de jouets Mon petit poney, les pégases sont des poneys ailés.

### Jeux vidéo
- Dans le jeu vidéo God of War II, le personnage principal, Kratos, est chargée par Gaia, la mère des titans, de trouver les sœurs de la destinée pour changer son propre passé. Gaïa offre à Kratos l'aide de Pégase pour voyager jusqu'aux sœurs. Kratos et Pégase font un détour par une montagne où vivent les Titans Typhon et Prométhée (que Zeus a rendu mortels). Dans ce jeu, qui prend lui aussi de grandes libertés sur la mythologie grecque, Pégase est représenté de couleur sombre avec des crins et des ailes de flammes[20].
- Dans les jeux de la série Fire Emblem, la race des pégases sert de monture à des chevaliers appelés Pegasus Knights (chevaliers pégase) et Falcon Knight (chevaliers faucon) dans leur forme évoluée. Ces chevaliers sont, sauf rare exception, uniquement des femmes.
- Dans Age of Mythology, Pégase est une unité d'exploration volante. Il apparaît aussi avec Bellérophon.
- Dans Heroes of Might and Magic 3, Pégase est également une unité recrutable.
- Dans le jeu vidéo Touhou Project: Wily Beast and Weakest Creature, le personnage de Saki Kurokoma est un pégase anthropomorphe.

### Jeux de rôle
- Dans le jeu de rôle Donjons et Dragons, le pégase est une créature magique de type bête, basée sur sa figure mythologique. Le manuel des monstres nous en offre la description physique et celle de leur mode de vie. Ce sont des créatures magiques de type bête, de grande taille, qui tiennent pour beaucoup du cheval et un peu de l’oiseau. Les pégases portent des plumes sur la crinière, la queue et les jambes. Adultes, ils mesurent environ 1,80 m au garrot pour 5 à 7,50 m d’envergure. Ils pèsent de 590 à 815 kilos.

- Dans Warhammer, la race des pégases sert occasionnellement de monture aux chevaliers de Bretonnie.